# Famke Louise (documentaire)
Famke Louise is een Nederlandse documentaire-serie uit 2018 over de gelijknamige artiest Famke Louise. De documentaire werd geregisseerd door Elza Jo Tratlehner en geproduceerd door de productiebedrijven NewBe en Halal in opdracht van RTL Nederland.

## Verhaal
De documentaire-serie begint met Famke Louise die verschillende haatreacties leest. Hierna wordt er teruggeblikt naar de tijd voordat Famke Louise begon met zingen en vooral video's maakte op YouTube, die niet bij iedereen geliefd waren. Deze beelden wisselen zich af met beelden van het heden, waarin Famke Louise aan haar carrière werkt als zangeres en hoe ze dit combineert met haar privéleven.
Beelden die terugkomen zijn Famke Louise die in gesprek is met haar moeder Marja. Samen praten ze over hoe Famke vroeger was, alle media-aandacht die ze krijgt en het overlijden van haar vader. Tevens komt de relatie met ex-vriend en youtuber Tim van Teunenbroek (bekend als Snapking / DieTim) aan bod, waaruit naar voren komt dat het een moeizame relatie was waar Famke door geschaad is.
Deze beelden wisselen zich af met enkele optredens waar de kijker haar zowel voor als achter de schermen bezig ziet en verschillende lessen die ze volgt om beter te worden zoals: zangles, mental-coaching en lessen bij een performingscoach. Een ander belangrijk onderdeel dat meerdere malen terugkeert is Famke Louise die op schrijverskamp is met bekende artiesten zoals Caza, Vlado en Latifah waarmee ze aan nieuwe muziek werkt. Naast hen zijn meerdere bekende Nederlandse artiesten te zien die haar steunen of met haar samenwerken zoals Donnie, Ali B en Ronnie Flex.
Aan het einde van de documentaire maakte Famke Louise bekend dat ze met haar management bestaande uit Bizzey, JayJay Boske en Pearl heeft gebroken omdat ze het management in eigen hand wil houden.

## Optredend in de documentaire
Hieronder een opsomming van de mensen die in de documentaire-serie te zien zijn:
- Famke Louise
- JayJay Boske, manager van Famke (aan het einde van de documentaire de ex-manager geworden)
- Bizzey, collega-rapper / manager van Famke (aan het einde van de documentaire de ex-manager geworden)
- Pearl, manager van Famke (aan het einde van de documentaire de ex-manager geworden)
- Giel Beelen, radio-dj
- Donnie, collega-rapper
- Ali B, collega-rapper (na de documentaire nieuwe manager van Famke geworden)
- Caza, collega-rapper
- Vlado, muziekproducent
- Adje, collega-rapper
- Latifah, collega-rapster
- Ronnie Flex, collega-rapper
- Vonneke Bonneke, collega-rapster / vriendin
- Wudstik, zangleraar van Famke
- Marja Koster, moeder van Famke

## Achtergrond

### Ontstaan en verloop
In september 2018 werd door RTL Nederland in een persbericht bekend gemaakt dat zij in samenwerking met hun video-on-demand dienst Videoland en productiebedrijven NewBe en Halal een documentaire-serie over de artiest Famke Louise aan het maken zijn, deze documentaire zou exclusief verschijnen op Videoland.
De documentaire wordt geregisseerd door documentairemaakster en fotograaf Elza Jo Tratlehner die eerder dat jaar de documentaire Jolene maakte. Naast het regisseren is Tratlehner voor deze documentaire actief als cameravrouw. De opnames hiervan liepen van eind augustus tot begin oktober 2018. De documentaire bestaat uit vier afleveringen met elk een duur van circa 26 minuten, deze afleveringen hadden alle vier een andere titel: High, Slangen, Zonder jou en Bad Bitch uit Almere. Deze titels zijn vernoemd naar vier singles van Famke Louise. Het nummer Bad Bitch uit Almere van Famke Louise met Latifah werd als titelsong voor de serie gebruikt, het nummer werd hierbuiten nooit officieel uitgebracht.
In oktober 2018 werd door de producent bekend gemaakt dat de documentaire eenmalig op het witte doek zou verschijnen tijdens een première. Deze ging een maand later, op zondag 4 november 2018, in bijzijn van Famke Louise, haar vrienden, familie en de Nederlandse pers in première in het Tuschinski Theater van Pathé in Amsterdam. Fans konden voor deze eenmalige bioscoopvoorstelling tickets bestellen.

### Reacties
Ondanks dat Famke Louise vaak negatieve reacties kreeg waren veel kijkers onder de indruk van de documentaire omdat ze vonden dat ze nu de echte Famke Louise zagen en in de serie voor het eerst zagen wat ze allemaal meegemaakt heeft. De documentaire stond een aantal weken in de lijst met best bekeken programma's op Videoland. In het najaar van 2018 werd de documentaire genomineerd bij de Hashtag Awards voor Beste Video on Demand, deze wist het echter niet te winnen.